# M-16 (album)
Pour les articles homonymes, voir M16.
Albums de Sodom
Code Red
(1999) Sodom
(2006)
M-16 est le dixième album studio du groupe de thrash metal allemand Sodom. L'album est sorti en 2001 sous le label Steamhammer Records.
Le thème dominant de l'album est celui de la guerre au Viêt Nam. Le nom de l'album est une référence au fusil d'assaut portant le même nom, utilisé par de nombreux soldats américains durant ce conflit.
M-16 contient de nombreuses références à des films connus sur la guerre du Viêt Nam. Par exemple, la sample d'introduction du titre Napalm in the Morning est tirée du film Apocalypse Now et la sample d'introduction du titre Marines est tirée du film Full Metal Jacket.
La version Digipak de l'album contient en plus deux titres provenant de la démo du groupe intitulée Witching Metal, sortie en 1982. Il s'agit des titres Witching Metal et Devil's Attack.
À noter qu'une allusion à Anthrax pour les titres Among the Weirdcong et I Am the War est fort possible.

## Liste des morceaux
Toutes les chansons sont écrites et composées par Sodom.
| No  | Titre                                  | Durée |
| --- | -------------------------------------- | ----- |
| 1.  | Among the Weirdcong                    | 5:07  |
| 2.  | I Am the War                           | 4:06  |
| 3.  | Napalm in the Morning                  | 5:56  |
| 4.  | Minejumper                             | 3:11  |
| 5.  | Genocide                               | 4:49  |
| 6.  | Little Boy                             | 4:08  |
| 7.  | M-16                                   | 4:49  |
| 8.  | Lead Injection                         | 6:24  |
| 9.  | Cannon Fodder                          | 3:53  |
| 10. | Marines                                | 3:55  |
| 11. | Surfin' Bird (reprise de The Trashmen) | 2:39  |

| 12. | Witching Metal        | 3:10 |
| 13. | Devil's Attack (Démo) | 3:12 |

## Composition du groupe
- Tom Angelripper - Chant / Basse
- Bernemann - Guitare
- Bobby Schottkowski - Batterie